# Kamal Nath
Pour les articles homonymes, voir Nath (homonymie).
Kamal Nath, né le 18 novembre 1946 à Kanpur, est un homme politique indien. Membre du Parti du Congrès, il est ministre en chef du Madhya Pradesh de 2018 à 2020.

## Biographie
Originaire de l'Uttar Pradesh, Kamal Nath étudie à la Doon School et à l'université de Kanpur. Il est également diplômé du Saint Xavier's College de l'université de Calcutta.
Il est élu député en 1980 pour la première fois. Il est ministre d'État chargé de l'environnement et des Forêts (1991-95) et des Textiles (1995-96). De 2001 à 2004, il est secrétaire général du Parti du Congrès. Il est ministre du Commerce et de l'Industrie de 2004 à 2009.
Il devient ministre en chef du Madhya Pradesh le 17 décembre 2018. Il démissionne le 20 mars 2020 après avoir perdu sa majorité.